# Глаголева, Ольга Евгеньевна
О́льга Евге́ньевна Глаго́лева (род. 7 июля 1955, Златоуст) — российский и канадский учёный-историк, музейный работник, тульский краевед, специалист по истории провинциального дворянства. Кандидат исторических наук, доктор философии (PhD). Старший сотрудник Центра европейских, российских и евразийских исследований (CERES) при Школе глобальных дел и общественной политики им. Мунка в Университете Торонто (Канада). Научный руководитель международного проекта «Культура и быт русского дворянства в провинции в XVIII века: по материалам Орловской, Тульской и Московской губерний». Автор более ста научных публикаций.

## Биография
Родилась в Златоусте в семье потомственных тульских оружейников. Отец, Евгений Борисович Глаголев, — советский и российский конструктор автоматического оружия. После окончания исторического факультета Тульского педагогического института им. Л. Н. Толстого О. Е. Глаголева работала завотделом Тульского краеведческого музея, одна из создателей музея-усадьбы А. Т. Болотова в Дворяниново Тульской обл. В 1987 г. защитила кандидатскую диссертацию «Культура русской провинции конца XVIII — первой половины XIX вв. (Просветительская деятельность в Тульской губернии)» (науч. рук. А. И. Копанев) в Ленинградском отделении Института Российской истории АН. В 1987—1993 гг. работала старшим преподавателем кафедры истории мировой культуры Тульского педагогического института им. Л. Н. Толстого. С 1993 г. живёт и работает в Торонто (Канада). Приезжает в Россию с лекциями и докладами.
В 1994—2007 гг. — научный сотрудник Центра по изучению России и Восточной Европы Университета Торонто (Канада). В 2006 г. — приглашенный профессор в Высшей школе социальных наук в Париже (Франция). В 2008—2015 гг. — руководитель совместного российско-германского проекта по изучению провинциального дворянства XVIII века при Германском историческом институте в Москве. В 2012—2013 гг. — руководитель проекта «Пространственное представление и трехмерная реконструкция дворянских усадеб средней полосы России периода XVIII — начала XX вв.». В настоящее время — старший сотрудник Центра европейских, российских и евразийских исследований при Школе глобальных исследований и общественной политики им. Мунка в Университете Торонто (Канада).

## Публикации

### Книги
- Глаголева О. Е. Тульская книжная старина: Очерки культурной жизни XVIII - первой половины XIX веков. — Тула: Изд-во ТГПИ им. Л.Н. Толстого, 1992. — 153 с. — ISBN 5-87954-018-9.
- Глаголева О. Е. Русская провинциальная старина: Очерки культуры и быта Тульской губернии XVIII - первой половины XIX веков. — Тула: Ритм, 1993. — 208, [32] с.[7][8]
- Olga Glagoleva. Working with Russian Archival Documents: A Guide to Modern Handwriting, Document Forms, Language Patterns, and Other Related Topics. The Stalin-Era Research and Archives Project, CREES, University of Toronto, 1998;
- Olga Glagoleva. Dream and Reality of Russian Provincial Young Ladies, 1700—1850. The Carl Beck Papers in Russian & East European Studies. No. 1405. University of Pittsburgh, 2000.

### Научный редактор книг
- Гражданское воспитание и демократизация России (М., 2004).
- Дворянство, власть и общество в провинциальной России XVIII века: Сб. статей / Ред. О. Глаголева и И. Ширле. — М.: Новое литературное обозрение, 2012. — 656 с. — (Historia Rossica). — 1000 экз. — ISBN 978-5-86793-974-8.
- Культура и быт дворянства в провинциальной России XVIII века (в 4 тт.) / Ред. О. Глаголева и И. Ширле. — М.: РОССПЭН, 2021—2022. Т.1: Провинциальное дворянство второй половины XVIII века (Орловская и Тульская губернии): словарь биографий: ч.1: А-В; т.2: Провинциальное дворянство второй половины XVIII века (Орловская и Тульская губернии): словарь биографий: ч.2: Г-Я; т.3: Провинциальное дворянство второй половины XVIII века по материалам Уложенной комиссии 1767—1774 годов: документы и материалы; Т.4 «Ревнуя ко общей всево Отечества ползе и спокойствию»: провинциальное дворянство России по материалам Уложенной комиссии 1767—1774 годов.

### Статьи
- Глаголева О. Е. Основатель народных училищ: Степан Дмитриевич Нечаев // Гордость земли Тульской: (Замечательные люди нашего края). — Т. 2. — С. 337—342. — Библиогр.: с. 342 (2 назв.). (см. Нечаев, Степан Дмитриевич)
- Глаголева О. Е., Фомин Н. К. Незаконнорожденные дети в XVIII в.: новые материалы о получении В. А. Жуковским дворянского статуса // Отечественная история, № 6. 2002.
- Olga E. Glagoleva. Imaginary World: Reading in the Everyday Life of Russian Provincial Noblewomen, 1750—1825 // Women and Gender in 18th-century Russia, ed. Wendy Rosslyn. Ashgate, 2003, pp. 129—146.
- Глаголева О. Е. Работа исследователя в архивах России. Что обусловливает её успех? // Известия Тульского Государственного Университета. Серия: История и культурология. Вып. 3, Тула: Изд-во ТулГУ, 2005. С. 128—141.
- Olga E. Glagoleva. Woman’s Honor, or the Story with a Pig // Other Animals: Beyond the Human in Russian Culture and History, Jane Costlow and Amy Nelson, eds., Pittsburg, PA, 2010[9].
- Olga E. Glagoleva. The Illegitimate Children of the Russian Nobility in Law and Practice, 1700—1860 // Kritika. Explorations in Russian and Eurasian History. Vol. 6, no. 3 (Summer 2005): 461—499;
- Глаголева О. Е. Провинция как центр: формирование локальной идентичности по материалам участия провинциального дворянства в кампании по созыву Уложенной комиссии 1767—1774 годов // Регионы Российской империи: Идентичность, репрезентация, (на)значение / Под ред. Е. Болтуновой и В. Сандерленда. М.: НЛО. Серия: Historia Rossica. 2021. С. 76-92.
- Глаголева О. Е. Локальные дворянские сообщества в русской провинции второй половины XVIII века // Культура и быт дворянства в провинциальной России XVIII века (в 4 тт.) / Ред. О. Глаголева и И. Ширле. — М.: РОССПЭН, 2021—2022. Т. 4. С. 8-67.
- Глаголева О. Е. Индивидуальные лица в коллективном портрете: дворяне Орловской и Тульской губерний, принявшие участие в кампании по созыву Уложенной комиссии 1767—1774 годов // Культура и быт дворянства в провинциальной России XVIII века (в 4 тт.) / Ред. О. Глаголева и И. Ширле. — М.: РОССПЭН, 2021—2022. Т.1. С. 192—241.
- Глаголева О. Е., Ослон М. В. Болотов и другие: произношение фамилий в XVIII в. // Культура и быт дворянства в провинциальной России XVIII века (в 4 тт.) / Ред. О. Глаголева и И. Ширле. — М.: РОССПЭН, 2021—2022. Т.1. С. 242—252.
- «Глаголева О. Е. Выдать девушку замуж — чуть не целое уголовное дело во Франции»: документы о хлопотах И. С. Тургенева по поводу брака его дочери Пелагеи // Спасский вестник 26. Ч. II. 2018. С. 151—205.
- Глаголева О. Е. Дела семейные: помещики Бунины, отец и дед В. А. Жуковского // Жуковский. Исследования и материалы. Вып. 3. Сб. науч. трудов. Изд-во Томского ун-та, 2017. С. 9-43.
- Глаголева О. Е. Cемейные распри: Конфликты вокруг собственности в среде провинциального дворянства XVIII в. и их роль в функционировании семьи и рода. // Famille et mobilité sociale en Russie, XVI-XVIIIe siècles // Cahiers du Monde russe, 57/2-3. Avril-septembre 2016. P. 571—607.
- Глаголева О. Е., Фомин Н. К. Дворяне «в штатском»: Провинциальное дворянство на гражданской службе в 1750х-1780х гг. // Дворянство, власть и общество в русской провинции XVIII в. / Под ред. Ольги Глаголевой и Ингрид Ширле. — М: НЛО. Серия: Historia Rossica. 2012. С. 130—157.
- Глаголева О. Е. «Кто ж родные?» Роль семьи Протасовых в жизни и творчестве В. А. Жуковского и Н. М. Карамзина // Жуковский и время: Сб. Статей. Вып. 2. / Ред. А. С. Янушкевич, И. А. Айзикова. — Изд-во Томского ун-та, 2010. С. 127—148.
- Глаголева О. Е. Оскорбленная добродетель: Бесчестье и обида в эмоциональном мире русской провинциальной дворянки XVIII в. // Эмоции в русской истории и культуре. / Марк Эли, Ян Плампер и Шамма Шаадат, ред. М., НЛО, 2010. С. 329—352.
- Глаголева О. Е. Детство и юность В. А. Жуковского: уточнение фактов биографии поэта (по архивным материалам) // Жуковский и время: Сб. Статей / Ред. А. С. Янушкевич, И. А. Айзикова. — Изд-во Томского ун-та, 2007. С. 217—229.
- Глаголева О. Е. Горькие плоды просвещения: Три женских портрета XVIII века. // Социальная история. Женская и гендерная история. Ежегодник 2003. / Под ред. Н. Л. Пушкаревой. — М., РОССПЕН, 2003, С. 300—323.

### Рецензии на работы О. Е. Глаголевой
- Уилльям Эджертон: «… рецензия на работу Ольги Е. Глаголевой „Working with Russian Archival Documents [Работа с российскими архивными документами]“ довольно коротка, посколько её можно написать только в превосходной степени … незаменимая публикация»[10]

- Николас Жекулин: «На основе обширного выбора источников (как изданных, так и архивных) [в книге Глаголевой „Dream and Reality of Russian Provincial Young Ladies [Мечта и реальность русских провинциальных барышень], 1700—1850“] возникает тонкое уяснение социальной реальности … российских провинций»[11]

## Премии
- Премия Американского Общества по изучению XVIII в., 2007 (Émilie Du Châtelet Award for Independent Scholarship, of the American Society for Eighteenth-Century Studies, 2007).